# Unité urbaine de Lunéville
L'unité urbaine de Lunéville est une unité urbaine française centrée sur la commune de Lunéville, dans le département de Meurthe-et-Moselle, en région Grand Est.

## Données générales
Dans le zonage réalisé par l'Insee en 2010, l'unité urbaine était composée de quatre communes.
Dans le nouveau zonage réalisé en 2020, elle est composée des quatre mêmes communes. 
En 2022, avec 21 545 habitants, elle représente la 5e unité urbaine du département de Meurthe-et-Moselle et occupe le 31e rang dans la région Grand Est.
En 2022, sa densité de population s'élève à 420 hab/km2. Par sa superficie, elle représente 0,98 % du territoire départemental et, par sa population, elle regroupe 2,94 % de la population du département de Meurthe-et-Moselle.

## Composition 2020 de l'unité urbaine
Elle est composée des quatre communes suivantes :
| Nom                      | Code Insee | Département        | Statut       | Superficie (km2) | Population (dernière pop. légale) | Densité (hab./km2) | Modifier                                    |
| ------------------------ | ---------- | ------------------ | ------------ | ---------------- | --------------------------------- | ------------------ | ------------------------------------------- |
| Lunéville (ville-centre) | 54329      | Meurthe-et-Moselle | ville-centre | 16,34            | 17 920 (2022)                     | 1 097              | modifier les données · modifier les données |
| Chanteheux               | 54116      | Meurthe-et-Moselle | banlieue     | 5,79             | 2 124 (2022)                      | 367                | modifier les données · modifier les données |
| Jolivet                  | 54281      | Meurthe-et-Moselle | banlieue     | 7,20             | 889 (2022)                        | 123                | modifier les données · modifier les données |
| Moncel-lès-Lunéville     | 54373      | Meurthe-et-Moselle | banlieue     | 21,94            | 612 (2022)                        | 28                 | modifier les données · modifier les données |

## Évolution démographique
| 1968   | 1975   | 1982   | 1990   | 1999   | 2010   | 2015   | 2022   |
| ------ | ------ | ------ | ------ | ------ | ------ | ------ | ------ |
| 24 911 | 24 748 | 24 530 | 23 655 | 23 030 | 23 142 | 22 690 | 21 545 |

#### Données générales
- Unité urbaine en France
- Aire d'attraction d'une ville
- Liste des unités urbaines de France

#### Données démographiques en rapport avec l'unité urbaine de Lunéville
- Aire d'attraction de Nancy
- Arrondissement de Lunéville

#### Données démographiques en rapport avec la Meurthe-et-Moselle
- Démographie de Meurthe-et-Moselle